# Чемпионат Уругвая по футболу 1955
Примера А Уругвая по футболу 1955 года — очередной сезон лиги. Турнир проводился по двухкруговой системе в 18 туров. Все клубы из Монтевидео. Клуб, занявший последнее место, выбыл из лиги.

## Таблица
| №  | Клуб                 | И  | В  | Н | П  | Заб | Проп | Очки |
| 1  | Насьональ            | 18 | 14 | 3 | 1  | 53  | 21   | 31   |
| 2  | Пеньяроль            | 18 | 10 | 7 | 1  | 36  | 17   | 27   |
| 3  | Серро                | 18 | 6  | 6 | 6  | 30  | 19   | 18   |
| 4  | Данубио              | 18 | 6  | 6 | 6  | 37  | 32   | 18   |
| 5  | Дефенсор             | 18 | 6  | 5 | 7  | 29  | 38   | 17   |
| 6  | Рампла Хуниорс       | 18 | 5  | 6 | 7  | 28  | 31   | 16   |
| 7  | Монтевидео Уондерерс | 18 | 5  | 6 | 7  | 21  | 24   | 16   |
| 8  | Суд Америка          | 18 | 6  | 3 | 9  | 23  | 41   | 16   |
| 9  | Ливерпуль            | 18 | 6  | 1 | 11 | 22  | 31   | 12   |
| 10 | КА Ривер Плейт       | 18 | 2  | 5 | 11 | 15  | 40   | 9    |

## Матчи

### Тур 1
| Насьональ — Серро 3:1         |
| Пеньяроль — Данубио 3:1       |
| Ливерпуль — Ривер Плейт 4:2   |
| Суд Америка — Уондерерс 2:2   |
| Дефенсор — Рампла Хуниорс 2:1 |

### Тур 2
| Пеньяроль — Дефенсор 2:0       |
| Насьональ — Рампла Хуниорс 2:1 |
| Данубио — Суд Америка 4:0      |
| Уондерерс — Ливерпуль 3:1      |
| Ривер Плейт — Серро 1:0        |

### Тур 3
| Насьональ — Суд Америка 2:0    |
| Пеньяроль — Уондерерс 1:0      |
| Дефенсор — Ривер Плейт 2:2     |
| Данубио — Серро 2:2            |
| Рампла Хуниорс — Ливерпуль 1:0 |

### Тур 4
| Пеньяроль — Ривер Плейт 2:1  |
| Насьональ — Ливерпуль 2:1    |
| Уондерерс — Дефенсор 0:0     |
| Серро — Суд Америка 5:0      |
| Рампла Хуниорс — Данубио 2:2 |

### Тур 5
| Насьональ — Уондерерс 3:1        |
| Пеньяроль — Суд Америка 4:2      |
| Дефенсор — Серро 3:1             |
| Ливерпуль — Данубио 2:0          |
| Рампла Хуниорс — Ривер Плейт 1:0 |

### Тур 6
| Ливерпуль — Пеньяроль 3:0   |
| Ривер Плейт — Насьональ 2:1 |
| Данубио — Уондерерс 2:1     |
| Рампла Хуниорс — Серро 1:1  |
| Суд Америка — Дефенсор 2:1  |

### Тур 7
| Насьональ — Данубио 3:2          |
| Суд Америка — Рампла Хуниорс 2:2 |
| Пеньяроль — Серро 0:0            |
| Дефенсор — Ливерпуль 3:2         |
| Уондерерс — Ривер Плейт 0:0      |

### Тур 8
| Ливерпуль — Серро 1:1          |
| Данубио — Дефенсор 2:2         |
| Ривер Плейт — Суд Америка 1:1  |
| Насьональ — Пеньяроль 3:3      |
| Рампла Хуниорс — Уондерерс 5:3 |

### Тур 9
| Пеньяроль — Рампла Хуниорс 2:2 |
| Насьональ — Дефенсор 5:1       |
| Данубио — Ривер Плейт 6:0      |
| Серро — Уондерерс 2:1          |
| Суд Америка — Ливерпуль 1:0    |

### Тур 10
| Насьональ — Серро 2:1         |
| Пеньяроль — Данубио 1:1       |
| Ливерпуль — Ривер Плейт 3:0   |
| Уондерерс — Суд Америка 2:1   |
| Дефенсор — Рампла Хуниорс 4:3 |

### Тур 11
| Пеньяроль — Дефенсор 3:0       |
| Насьональ — Рампла Хуниорс 4:0 |
| Данубио — Суд Америка 3:1      |
| Ливерпуль — Уондерерс 2:1      |
| Серро — Ривер Плейт 5:0        |

### Тур 12
| Насьональ — Суд Америка 3:1    |
| Пеньяроль — Уондерерс 0:0      |
| Дефенсор — Ривер Плейт 1:1     |
| Серро — Данубио 4:2            |
| Ливерпуль — Рампла Хуниорс 1:0 |

### Тур 13
| Пеньяроль — Ривер Плейт 3:0  |
| Насьональ — Ливерпуль 2:0    |
| Уондерерс — Дефенсор 1:0     |
| Суд Америка — Серро 2:0      |
| Рампла Хуниорс — Данубио 1:1 |

### Тур 14
| Насьональ — Уондерерс 2:2        |
| Пеньяроль — Суд Америка 5:1      |
| Дефенсор — Серро 0:0             |
| Данубио — Ливерпуль 2:0          |
| Рампла Хуниорс — Ривер Плейт 2:1 |

### Тур 15
| Пеньяроль — Ливерпуль 4:1   |
| Насьональ — Ривер Плейт 3:0 |
| Данубио — Уондерерс 1:0     |
| Серро — Рампла Хуниорс 3:0  |
| Суд Америка — Дефенсор 2:1  |

### Тур 16
| Насьональ — Данубио 5:2          |
| Рампла Хуниорс — Суд Америка 4:0 |
| Пеньяроль — Серро 1:0            |
| Дефенсор — Ливерпуль 3:1         |
| Уондерерс — Ривер Плейт 2:1      |

### Тур 17
| Серро — Ливерпуль 4:0          |
| Дефенсор — Данубио 4:3         |
| Суд Америка — Ривер Плейт 3:2  |
| Насьональ — Пеньяроль 1:1      |
| Уондерерс — Рампла Хуниорс 2:1 |

### Тур 18
| Пеньяроль — Рампла Хуниорс 1:1 |
| Насьональ — Дефенсор 7:2       |
| Данубио — Ривер Плейт 1:1      |
| Серро — Уондерерс 0:0          |
| Суд Америка — Ливерпуль 2:0    |